# Aeolochroma languida
Aeolochroma languida là một loài bướm đêm trong họ Geometridae.